# Sergio Hasselbaink

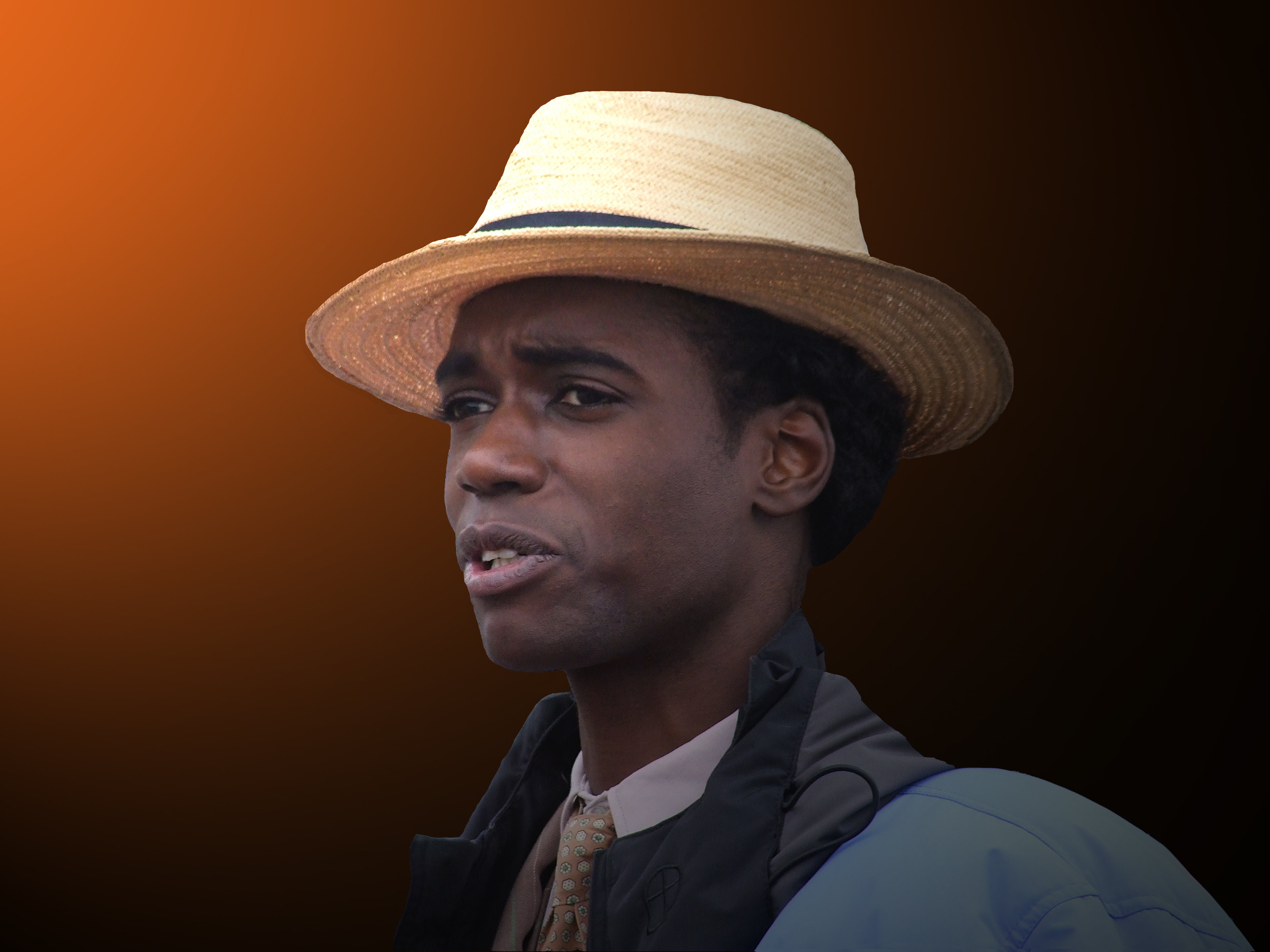
Sergio Hasselbaink

Sergio Hasselbaink (* 31. August 1982) ist ein niederländischer Schauspieler.
Hasselbainks erste Fernsehrolle war eine Gastrolle als Roy in einer Episode der Fernsehserie Flikken Maastricht im Jahr 2010 und eine weitere in einer Episode der Fernsehserie Van God Los als Vurnon. 2011 hatte er sein Filmdebüt in einer Hauptrolle als  Waldemar Nods im Film Sonny Boy. 2013 erhielt Hasselbaink eine der Hauptrollen als Randy in der niederländischen Polizeicomedyserie Popoz und eine feste Nebenrolle als John in der flämischen Fernsehserie Binnenstebuiten.

## Filmografie

### Filme
- 2011: Sonny Boy – Eine Liebe in dunkler Zeit (Sonny Boy)
- 2011: Stuk
- 2012: Zombibi
- 2012: At Your School

### Fernsehen
- 2010: Flikken Maastricht, eine Episode
- 2011: Van God Los, eine Episode
- seit 2013: Popoz
- seit 2013: Binnenstebuiten